# Lupfig
Lupfig – gmina (niem. Einwohnergemeinde) w północnej Szwajcarii, w kantonie Argowia, w okręgu Brugg. 31 grudnia 2014 liczyła 2284 mieszkańców. 1 stycznia 2018 do gminy przyłączono gminę Scherz.